# Sztara-rika
A Sztara-rika (ukránul: Дербачка [Derbacska] vagy Стара Ріка [Sztara Rika]) patak Kárpátalján, a Tisza jobb oldali mellékvize. Hossza 13 km, vízgyűjtő területe 23,6 km². Esése 9,4 ‰.
Úrmező felett ered, a falun azt két részre osztva végigfolyik, és alatta ömlik a Tiszába.

## Települések a folyó mentén
- Úrmező (Руське Поле)